# Bucellarius
Bucellarius (auch buccelarius oder buccellarius; pl. bucellarii, buccelarii bzw. buccellarii) bezeichnet ein Mitglied der in spätrömischer Zeit existierenden (meist berittenen) Haustruppen, die einzelne Feldherren und teils auch Privatpersonen unterhielten.

## Name
Das Wort bucellarius leitet sich vom spätlateinischen bucca (Bissen) bzw. buccella (Brötchen) ab. Nach dem Geschichtsschreiber Olympiodoros von Theben wurden die Soldaten seit der Zeit des Kaisers Honorius (um 400) aufgrund der von ihnen bevorzugten Nahrung umgangssprachlich so genannt, doch taucht die Bezeichnung auch in der offiziellen Notitia dignitatum auf. Ursprünglich waren sie nur Leibwächter und nicht zwingend auf das Militär beschränkt.

## Entstehung und Entwicklung
Die Anfänge dieser Truppen mögen zwar teilweise im germanischen Gefolgschaftswesen begründet sein, das in spätrömischer Zeit immer mehr in das kaiserliche Militär eingesickert sein könnte. Allerdings hat die ältere Forschung seit Otto Seeck diesen Aspekt wohl zumindest übertrieben herausgestellt, da das Phänomen der bucellarii im ganzen Reich anzutreffen war. Zudem hatten schon in republikanischer Zeit privat ausgehobene Truppen existiert, wie etwa das Beispiel des Gnaeus Pompeius Magnus zeigt. Insgesamt nimmt die Forschung in jüngster Zeit eine sehr viel differenziertere Position zum Problem der „Barbarisierung“ der kaiserlichen Armee ein und hält viele Phänomene heute für originär römisch, die früher auf germanischen Einfluss zurückgeführt wurden.
Die Mannschaftsstärke der aus bucellarii bestehenden Truppen, die auch über ein festes Rangsystem verfügten, konnte zahlenmäßig beträchtlich sein. Der oströmische General Belisar soll im 6. Jahrhundert über 7.000 bucellarii verfügt haben, in wohl geringeren Umfang verfügten aber auch vor ihm Stilicho und Aëtius über derartige Haustruppen. Bis in die Zeit des Honorius bestanden diese Truppen nur aus Römern, in der darauffolgenden Zeit dienten jedoch oft auch fremde Söldner in derartigen Verbänden.
Mit den bucellarii waren aber zahlreiche Probleme verknüpft: So stellte eine derartige Patronage durch einzelne Militärs ein nicht unerhebliches Risiko für die staatlichen Autoritäten dar. Im Zuge der Völkerwanderung, in der der weströmische Staat immer mehr geschwächt wurde, ermöglichten die bucellarii ehrgeizigen Heermeistern, oft eigene Politik zu betreiben (siehe das Beispiel des Aetius). In den inneren Auseinandersetzungen im Weströmischen Reich im 5. Jahrhundert spielte denn auch die Bindung der bucellarii an ihren Patron und Befehlshaber eine nicht geringe Rolle. Wie sehr diese Verbände eine konkrete Bedrohung des Kaisers darstellten, ist in der neueren Forschung aber umstritten.
Auch reiche Landbesitzer, wie die Apionen in Ägypten, unterhielten regelrechte Privatarmeen auf ihren ausgedehnten Ländereien. Offenbar stellten die Landgüter eine vornehmliche Rekrutierungsquelle dar, wodurch erklärbar ist, dass zunächst nicht nur Militärs, sondern auch Privatpersonen über bucellarii verfügen konnten. Der Anstieg der Zahl dieser privaten Truppen, die eigentlich klar gegen geltendes Gesetz verstieß, veranlasste um 460 den oströmischen Kaiser Leo I. dazu, Privatleuten den Unterhalt derartiger Einheiten ausdrücklich zu verbieten. Ausgenommen davon waren die bucellarii der hohen kaiserlichen Offiziere. In der oströmischen Armee wurden bucellarii noch im 6. Jahrhundert für Feldzüge zusätzlich ausgehoben und dort als Eliteverbände eingesetzt. Sie wurden bis um 580 nicht von der kaiserlichen Kasse, sondern von ihrem jeweiligen Kommandeur bezahlt; spätestens unter Kaiser Maurikios wurden sie dann in die reguläre Armee integriert und fortan vom Staat besoldet. Aus den Überresten der Bucellarii wurde im 8. Jahrhundert das Thema Bukellarion gegründet.
Auch in den germanischen Nachfolgestaaten im Westen existierten nach dem Untergang Westroms zunächst weiterhin bucellarii. So waren sie sogar im Westgotenreich rechtlich als private Institution voll anerkannt. Sie tauchen unter anderem auch in fränkischen Verbänden auf, die in der spätantiken Frühzeit (5./6. Jahrhundert) des Merowingerreichs zudem offenbar noch ähnlich ausgerüstet und organisiert waren wie römische Truppen. Wahrscheinlich nahmen diese bucellarii dabei eine Art vermittelnde Rolle zwischen spätrömischen Militärinstitutionen und germanisch-frühmittelalterlicher „Vasallität“ ein, wenn auch zahlreiche Detailprobleme eine genaue Einordnung erschweren.